# Весёлый Гай (Ростовская область)
Веселый Гай — хутор в Зимовниковском районе Ростовской области.
Входит в состав Верхнесеребряковского сельского поселения.

## География
На хуторе имеется одна улица: Ермака.

## Население
| 2010 |
| ---- |
| 158  |